# Rashid Anwar
Rashid Mian Anwar (ur. 12 kwietnia 1910, zm. w grudniu 1983 w Camden) – indyjski zapaśnik, olimpijczyk.
Anwar wystartował w zapasach na LIO 1936 w Berlinie.
Startował w wadze półśredniej, w której stoczył dwa pojedynki; obydwa przegrał. Nie został sklasyfikowany.